# حكومة تاج الدين الحسني الأولى/ الحكومة السورية
تشكلت حكومة تاج الدين الحسني الأولى بالقرار رقم 1813 في 15 شباط 1928 المنشور في النشرة نصف الشهرية لأعمال إدارة حكومة دولة سورية· استقالت بتاريخ 19 تشرين الثاني 1931.
هي الحكومة الثانية عشر في تاريخ سوريا الحديث وخامس حكومات الدولة السورية وأول حكومة يرأسها تاج الدين الحسني رغم أن الصحافة حينها قد تداولت اسمي إبراهيم هنانو وهاشم الأتاسي كمرشحين محتملين كصفقة بين الكتلة الوطنية وفرنسا، وهي أول حكومة يرأسها رجل دين. وقد خلت من الوجوه الوطنية ما دفع لنعتها بكونها حكومة انتداب. بعد عام ونصف العام على تشكيلها، قام الحسني بإقالة الحكومة وإعادة تشكيلها، بتعديل شمل ثلاث وزارات أساسية، إلى جانب تخفيص لعدد الوزراء من سبعة إلى ستة.

## أبرز منجزاتها
في 16 فبراير أصدر الحسني قرارًا بالعفو العام عن جميع أحداث الثورة السورية الكبرى باستثناء سبعين شخصية وطنية بارزة بينها سلطان باشا الأطرش، وفي 17 فبراير أعلن قرار بإلغاء الرقابة على الصحف كما أعلن عن الدعوة لانتخابات جمعية تأسيسية وفق قواعد قانون 1923 دون إجراء أي تعديل، وقد تقرر أن تكون مهام الجمعية التأسيسية صياغة دستور للبلاد على أن تتم انتخاباتها على مرحلتين في 10 أبريل للدرجة الأولى و24 أبريل للدرجة الثانية، وقد ترأسها هاشم الأتاسي بالانتخاب، وافتتحت أعمالها في 9 يونيو واختتمته في 11 أغسطس بعد أن عقدت خمسة عشر جلسة صاغت خلالها ثاني دستور لسوريا نصّ على كون البلاد جمهورية نيابية عاصمتها دمشق ودين رئيسها الإسلام، وقد وازنت في منح الصلاحيات للبرلمان والرئيس والحكومة.
رفض المفوض الفرنسي الدستور بحجة أنه مخالف لصك الانتداب وطالب بإلغاء ستة من مواده، في 15 أغسطس وبعد رفض الجمعية مطلبه، أمر بتوقيف اجتماعها ثم حلها في 5 فبراير 1929.
بين 11 فبراير 1929 وحتى 14 مايو 1930، شهدت البلاد عدة اضطرابات أمنية ومظاهرات تعاملت معها الحكومة بحزم، وفي غضون ذلك استقالة الحكومة وشكّل الحسني حكومة جديدة كان أبرز الغائبين عنها وزير العدلية صبحي النيال ووزير الداخلية سعيد المحاسن. لاحقًا نشر المفوض الفرنسي الدستور أخيرًا، لكنه لم يدعُ لانتخابات نيابية، فلم تهدأ الاحتجاجات، بعد عام آخر أصدر بونسو قرارًا بالدعوة لانتخابات وذلك بعد استقالة الحكومة ورئيسها في 16 نوفمبر 1931. وعلى الرغم من العرى الوثيقة بين رئيسها والانتداب إلا أن هذه الحكومة قد فشلت في توحيد البلاد وضم اللاذقية والسويداء مجددًا لسوريا.

## التعديلات
- بتاريخ 14 آب 1930 عُدلت الوزارة كالآتي:
  - تاج الدين الحسني رئيساً لمجلس الوزراء ووزيراً للداخلية
  - شاكر الحنبلي وزيراً للعدلية
  - توفيق شامية وزيراً للمالية
  - فؤاد العادلي وزيراً للأشغال العامة
- بتاريخ 27 تشرين الأول 1930 عُدلت الوزارة كالآتي:
  - بديع المؤيد العظم وزيراً للزراعة

## التشكيل الوزاري
تألفت حكومة تاج الدين الحسني الأولى من الوزراء:
| المنصب                        | الصورة | شاغل المنصب         | الحزب          | الحزب | في المنصب من        | في المنصب حتى        | ملاحظات                   |
| ----------------------------- | ------ | ------------------- | -------------- | ----- | ------------------- | -------------------- | ------------------------- |
| رئيس مجلس الوزراء             |        | تاج الدين الحسني    | مستقل          |       | 15 شباط 1928        | 19 تشرين الثاني 1931 |                           |
| وزير الداخلية                 |        | سعيد محاسن          | مستقل          |       | 15 شباط 1928        | 14 آب 1930           |                           |
| وزير الداخلية                 |        | تاج الدين الحسني    | مستقل          |       | 14 آب 1930          | 19 تشرين الثاني 1931 |                           |
| وزير العدلية                  |        | صبحي النيال         | مستقل          |       | 15 شباط 1928        | 14 آب 1930           |                           |
| وزير العدلية                  |        | شاكر الحنبلي        | مستقل          |       | 14 آب 1930          | 11 حزيران 1932       |                           |
| وزير المالية                  |        | جميل الألشي         | مستقل          |       | 15 شباط 1928        | 14 آب 1930           |                           |
| وزير المالية                  |        | توفيق شامية         | الكتلة الوطنية |       | 14 آب 1930          | 11 حزيران 1932       |                           |
| وزير المعارف                  |        | محمد كرد علي        | مستقل          |       | 15 شباط 1928        | 11 حزيران 1932       | [ 9 ]                     |
| وزير الأشغال العامة (النافعة) |        | توفيق شامية         | الكتلة الوطنية |       | 15 شباط 1928        | 14 آب 1930           | [ ملاحظة 1 ] [ 3 ] [ 5 ]  |
| وزير الأشغال العامة (النافعة) |        | فؤاد العادلي        | مستقل          |       | 14 آب 1930          | 19 تشرين الثاني 1931 |                           |
| وزير الزراعة والتجارة         |        | عبد القادر الكيلاني | الكتلة الوطنية |       | 15 شباط 1928        | 27 تشرين الأول 1930  | [ ملاحظة 2 ] [ 5 ] [ 10 ] |
| وزير الزراعة والتجارة         |        | بديع مؤيد العظم     | مستقل          |       | 27 تشرين الأول 1930 | 11 حزيران 1932       |                           |

| سبقه حكومة أحمد نامي الثالثة | الحكومات في سوريا حكومة تاج الدين الحسني الأولى | تبعه حكومة ليون سولومياك |

## الملاحظات
1. ↑  فراغ الحقل لا يعني بالضرورة أن شاغل المنصب مستقل سياسياً أو غير حزبي، ولكن بسبب عدم توفر المعلومات أو المصادر.

1. ↑  ورد في كتاب سجل الحكومات والوزارات السورية لمازن يوسف صباغ أن يوسف الحكيم عُين وزيراً للنافعة، أما في كتاب يوسف الحكيم سورية والانتداب الفرنسي ورد بأنه عُين وزيراً للأشغال العامة.
2. ↑  ورد في كتاب سجل الحكومات والوزارات السورية لمازن يوسف صباغ أن عبد القادر الكيلاني عُين وزيراً للزراعة والتجارة، أما في كتاب يوسف الحكيم سورية والانتداب الفرنسي ورد بأنه عُين وزيراً للزراعة فقط.

## روابط خارجية
- قرار تكليف تاج الدين الحسني بتشكيل الحكومة عام 1928
- الحكومات السورية على موقع رئاسة مجلس الوزراء
- الحكومات السورية على موقع مجلس الشعب السوري
- وزارات الدولة على بوابة الحكومة الإلكترونية السورية
- الوزارات والهيئات الحكومية على موقع مجلس الشعب السوري